# Squaliolus
Squaliolus es un género de escualiformes de la familia Dalatiidae.

## Especies
- Squaliolus aliae (Tollo Pigmeo de Ojo Pequeño)
- Squaliolus laticaudus (Tollo Pigmeo Espinudo)